# Out Stack
Out Stack est une île de la mer du Nord située dans l'archipel des Shetland. C'est le point le plus septentrional du Royaume-Uni.